# 1972 en Palestine
Chronologie de la Palestine
- 1968
- 1969
- 1970
- 1971
- 1972
- 1973
- 1974
- 1975
- 1976

Cette page concerne les évènements survenus en 1972 en Palestine :

## Évènements
- Depuis 1967, Israël occupe la bande de Gaza et la Cisjordanie[1].
- 5-6 septembre : Massacre de Munich : des membres de l'organisation terroriste palestinienne Septembre noir prennent en otage des athlètes israéliens, dont onze de ceux-ci sont assassinés[2].
- octobre : Opération Colère de Dieu : Golda Meir lance une opération de représailles pour assassiner dans plusieurs pays les commanditaires présumés de la prise d’otages de Munich[2].

## Création
- Camp de réfugiés de Silwad
- Club Hilal Al-Quds, club de football.
- Front révolutionnaire populaire pour la libération de la Palestine (en)